# Wikstroemia uva-ursi
Wikstroemia uva-ursi är en tibastväxtart som beskrevs av Asa Gray. Wikstroemia uva-ursi ingår i släktet Wikstroemia och familjen tibastväxter. Utöver nominatformen finns också underarten W. u. kauaiensis.

## Bildgalleri

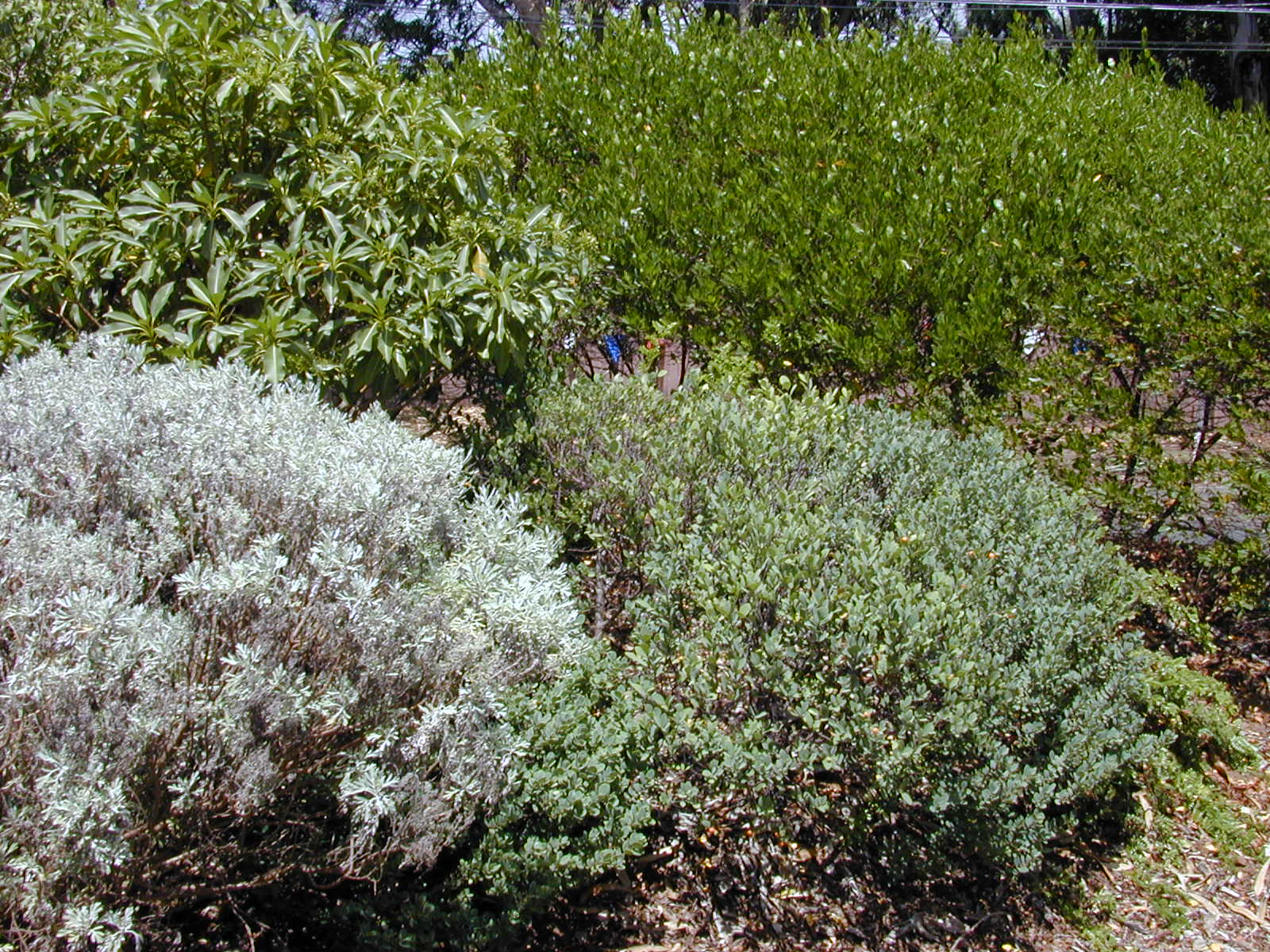
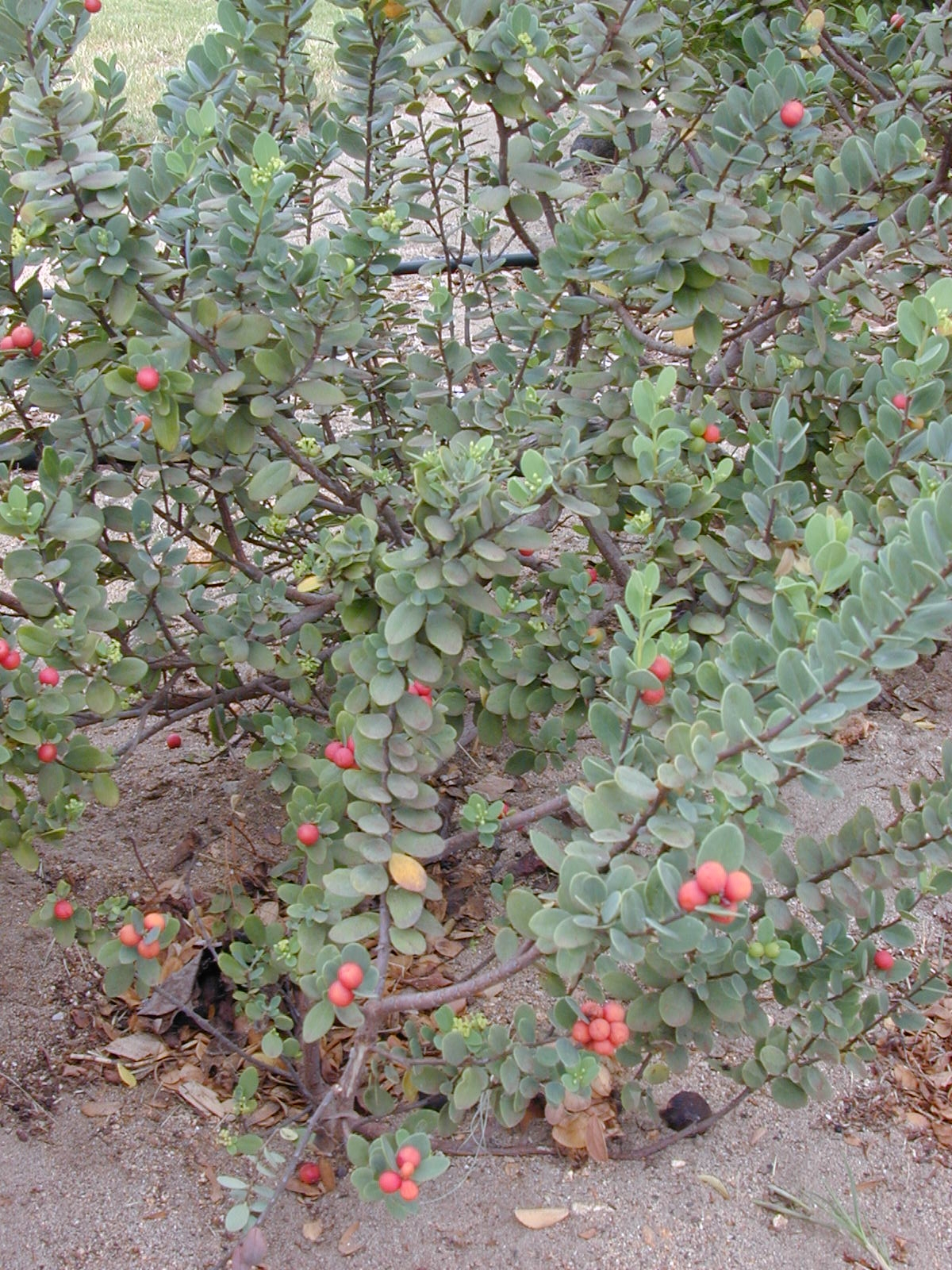
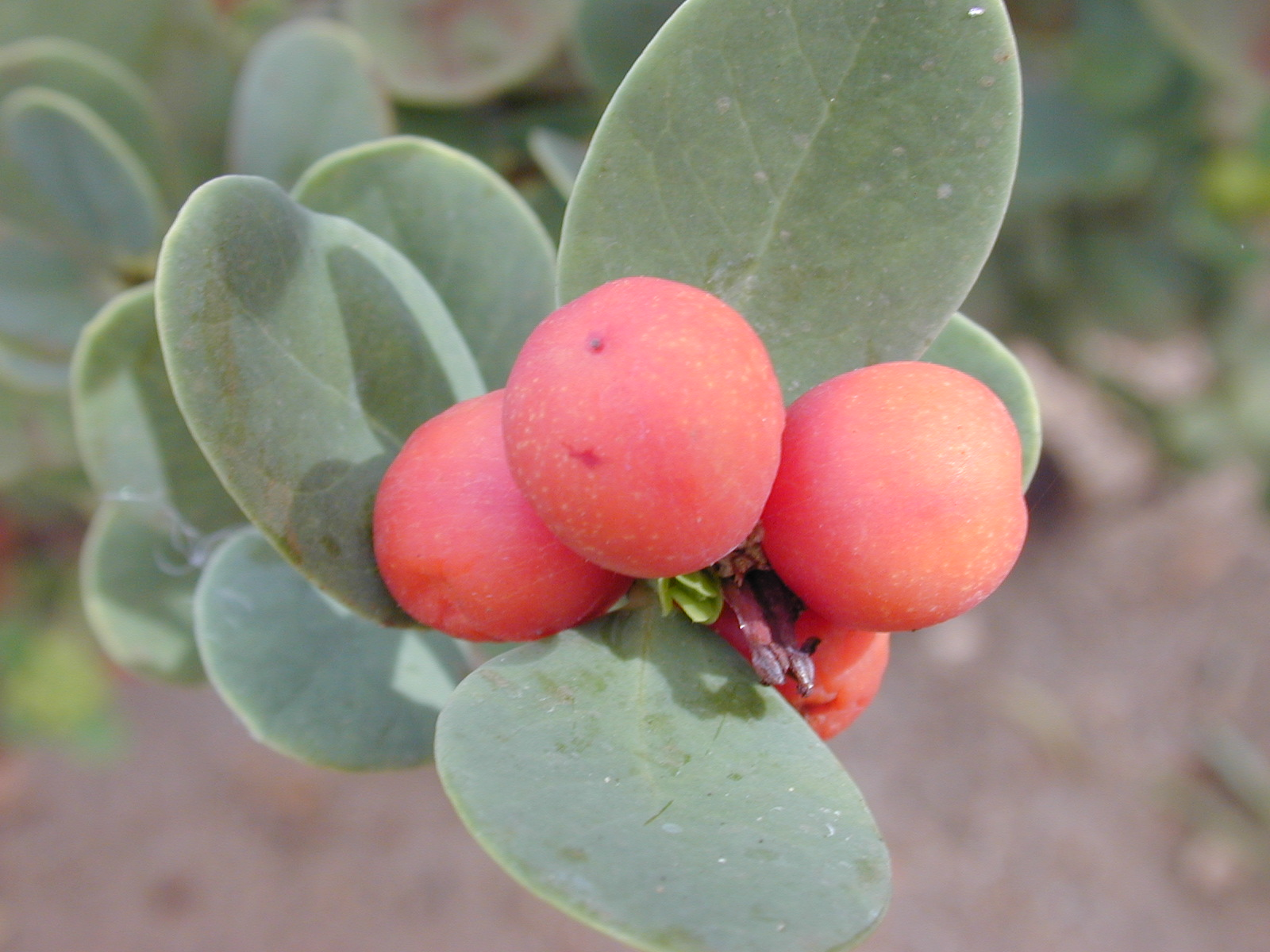
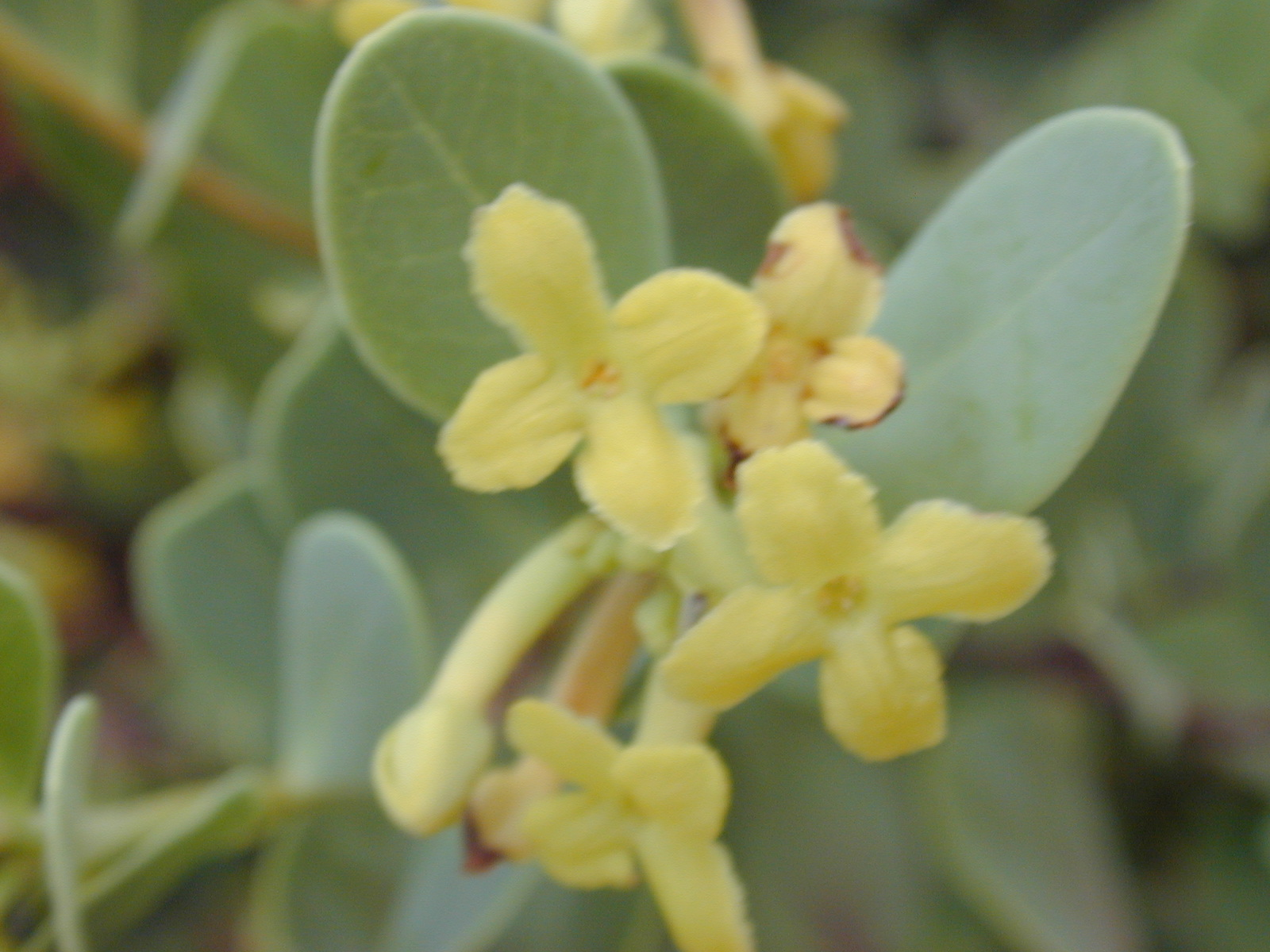
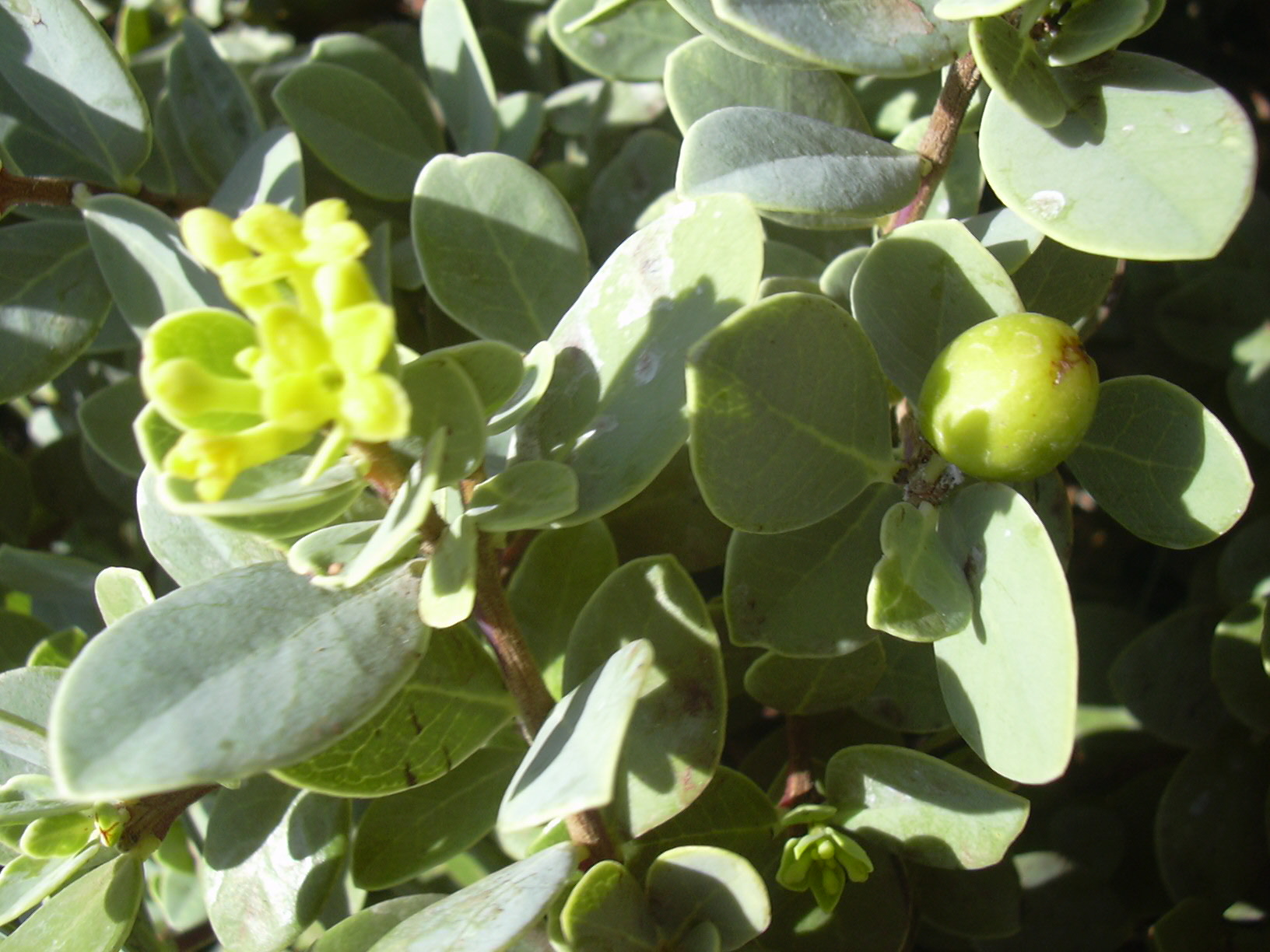
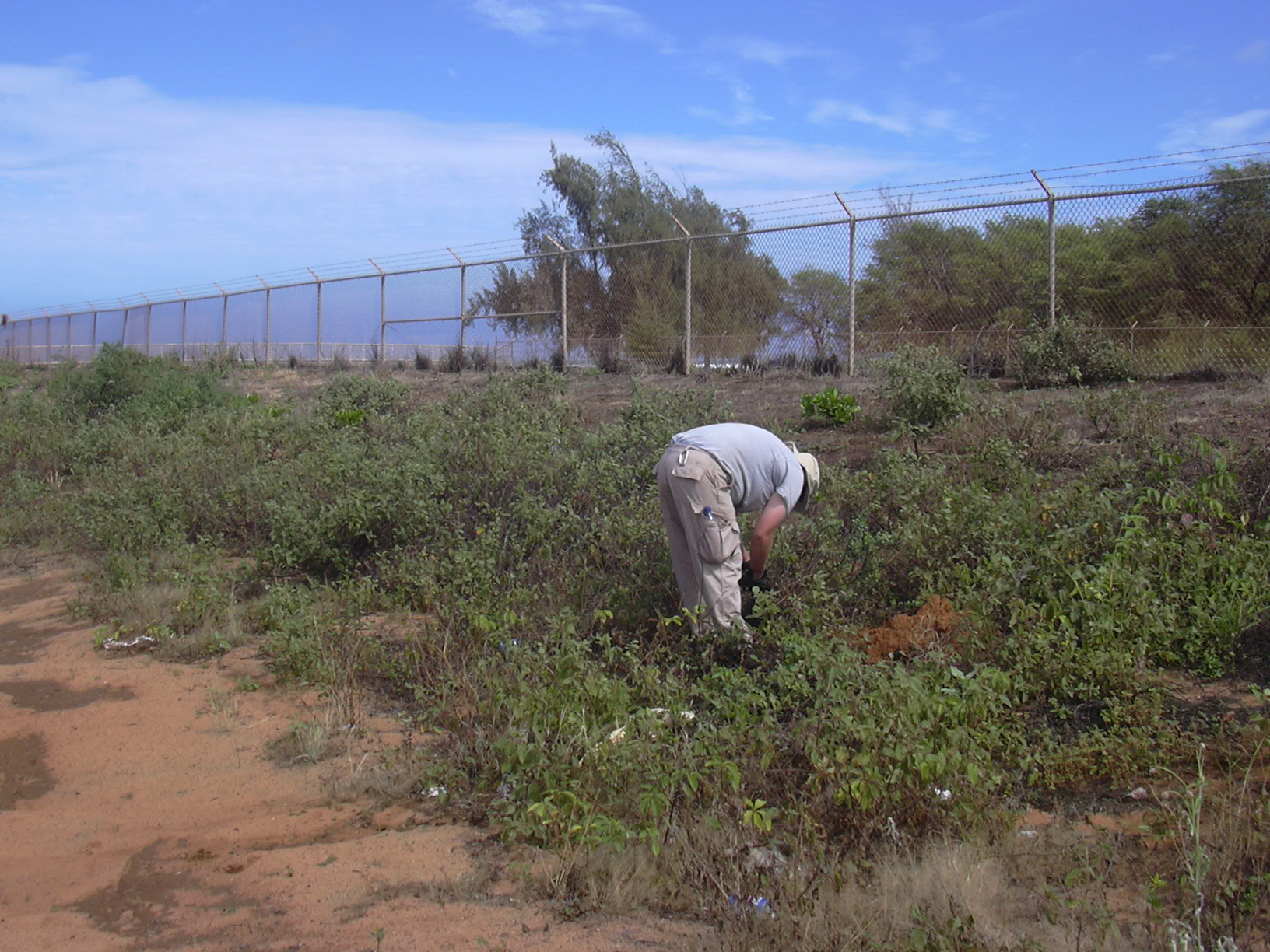